# Siedliska (gromada w powiecie ostrołęckim)
Siedliska – dawna gromada, czyli najmniejsza jednostka podziału terytorialnego Polskiej Rzeczypospolitej Ludowej w latach 1954–1972.
Gromady, z gromadzkimi radami narodowymi (GRN) jako organami władzy najniższego stopnia na wsi, funkcjonowały od reformy reorganizującej administrację wiejską przeprowadzonej jesienią 1954 do momentu ich zniesienia z dniem 1 stycznia 1973, tym samym wypierając organizację gminną w latach 1954–1972.
Gromadę Siedliska z siedzibą GRN w Siedliskach (obecnie jest to zachodnia część wsi Łęg Przedmiejski) utworzono – jako jedną z 8759 gromad na obszarze Polski – w powiecie ostrołęckim w woj. warszawskim, na mocy uchwały nr VI/10/10/54 WRN w Warszawie z dnia 5 października 1954. W skład jednostki weszły obszary dotychczasowych gromad Gnaty, Łęg Przedmiejski, Łęg Starościński i Siedliska() ze zniesionej gminy Durlasy w tymże powiecie. Dla gromady ustalono 13 członków gromadzkiej rady narodowej.
31 grudnia 1959 z gromady Siedliska wyłączono wieś Łęg Starościński, włączając ją do gromady Lelis w tymże powiecie, po czym gromadę Siedliska zniesiono a jej (pozostały) obszar włączono do gromady Antonie tamże.